# 光栄碼頭駅
光栄碼頭駅（こうえいまとうえき）は台湾高雄市苓雅区苓昇里にある高雄捷運環状軽軌の駅。駅番号はC10。海浜路の光栄碼頭に位置する。旧高雄臨港線苓雅寮操車場をそのまま転用しホームが設けられた。

## 駅構造
相対式ホーム2面2線の地上駅。
| 地上                                       |                                                 |
| 歩道                                       |                                                 |
| 相対式ホーム、右側のドアが開く。簡易改札機 |                                                 |
| 内回り・下り                               | ←■環状軽軌 哈瑪星・鼓山区公所方面（真愛碼頭駅） |
| 外回り・上り                               | →■環状軽軌 籬仔内・凱旋公園方面（旅運中心駅）→  |
| 相対式ホーム、右側のドアが開く。簡易改札機 |                                                 |
| 歩道                                       |                                                 |

## 歴史
- 計画時の駅名は海音中心東。
- 2013年6月4日 - 起工[1]。
- 2015年3月29日 - 駅名が「光栄碼頭」に決定。[2][註 1]
- 2017年6月30日 - 開業[3]。

## 駅周辺
- 海浜路
- 新田路
- 愛河河口
- 光栄碼頭（中国語版）（旧海軍13号埠頭）
- 海洋文化及流行音楽中心（中国語版）
- 高雄港第4ドック
- 中華民国経済部標準検験局（中国語版）庁舎
- 玫瑰聖母聖殿主教座堂
- 高雄国軍英雄館（軍人用宿舎だが、一般にも開放している）
- 国揚国硯（タワーマンション）
- zh:漢來新世界中心
  - 漢神百貨（高雄阪神）
  - 漢来大飯店

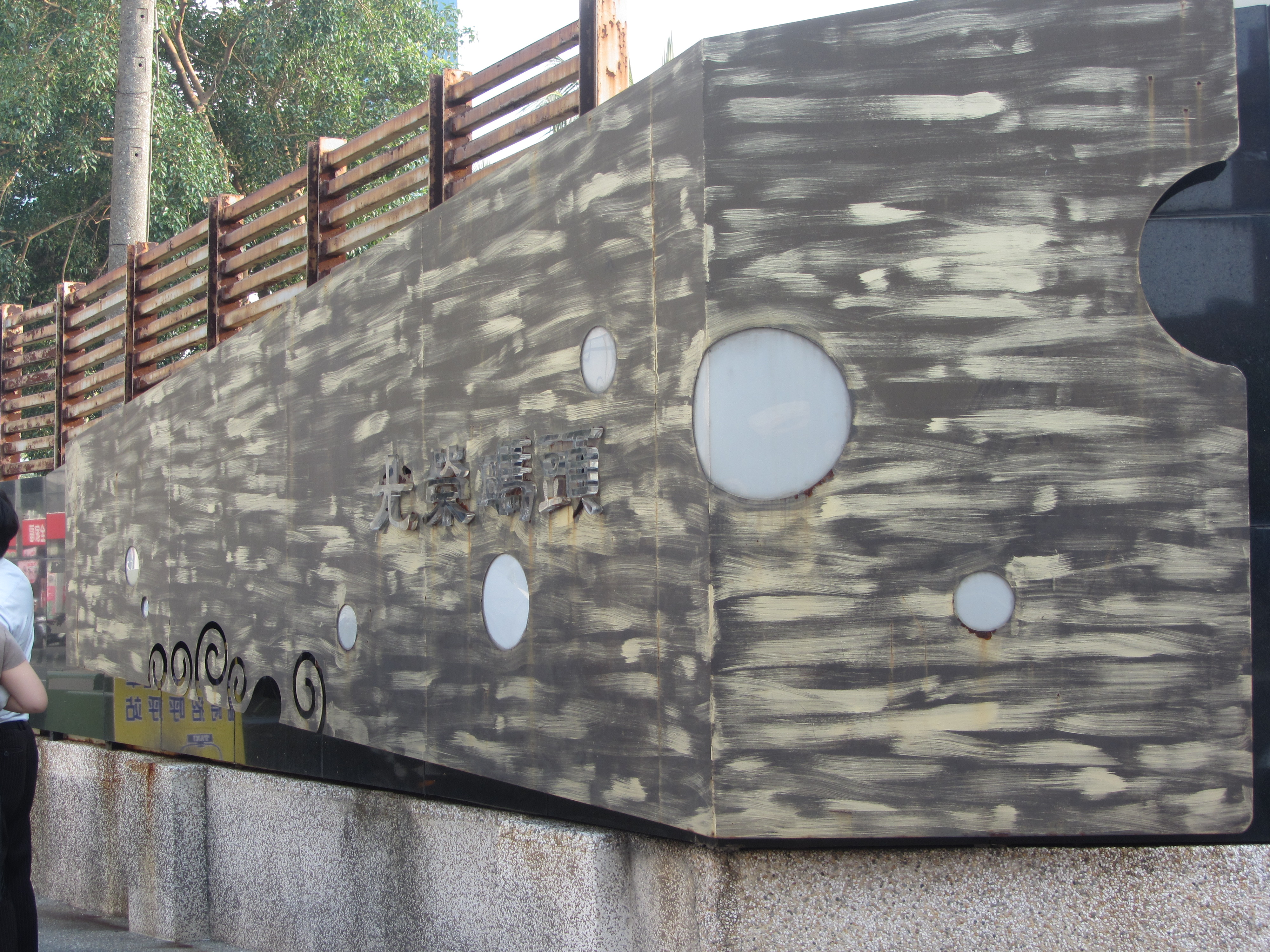
光栄碼頭
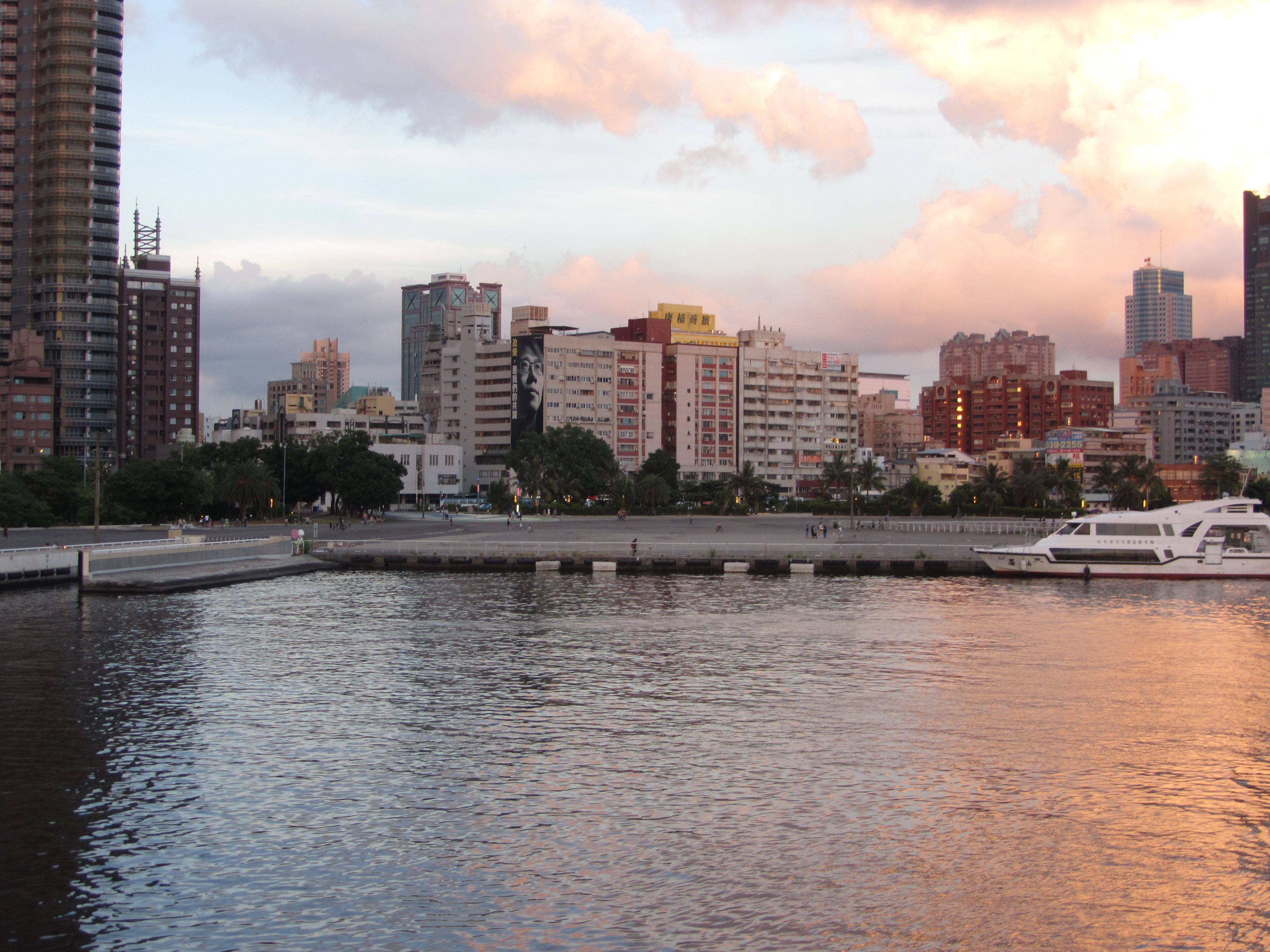
光栄碼頭遠景
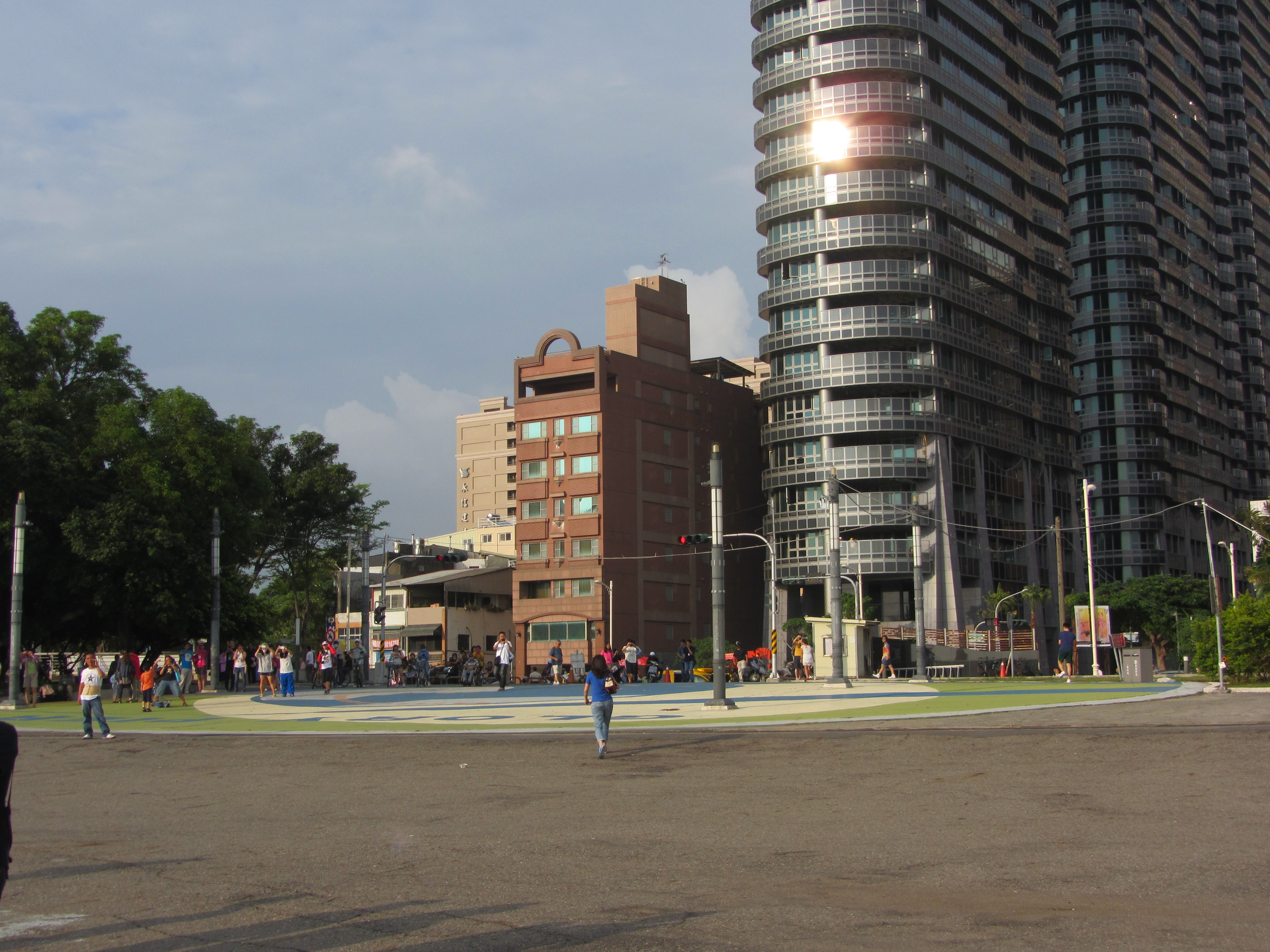
光栄碼頭入口
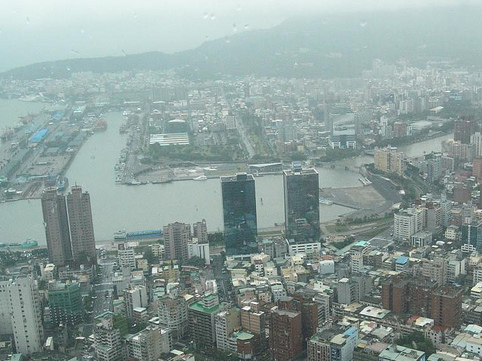
愛河河口
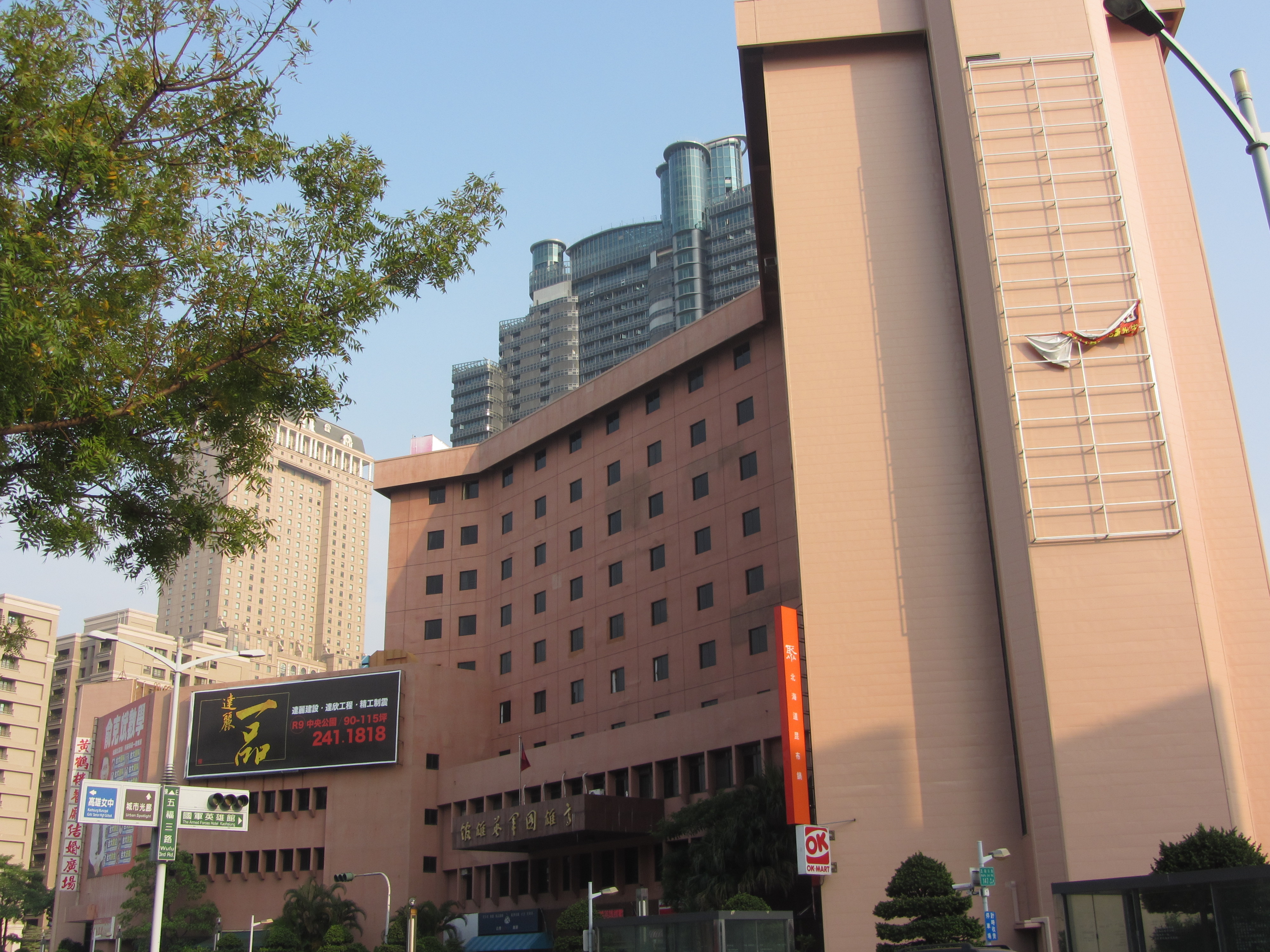
高雄国軍英雄館
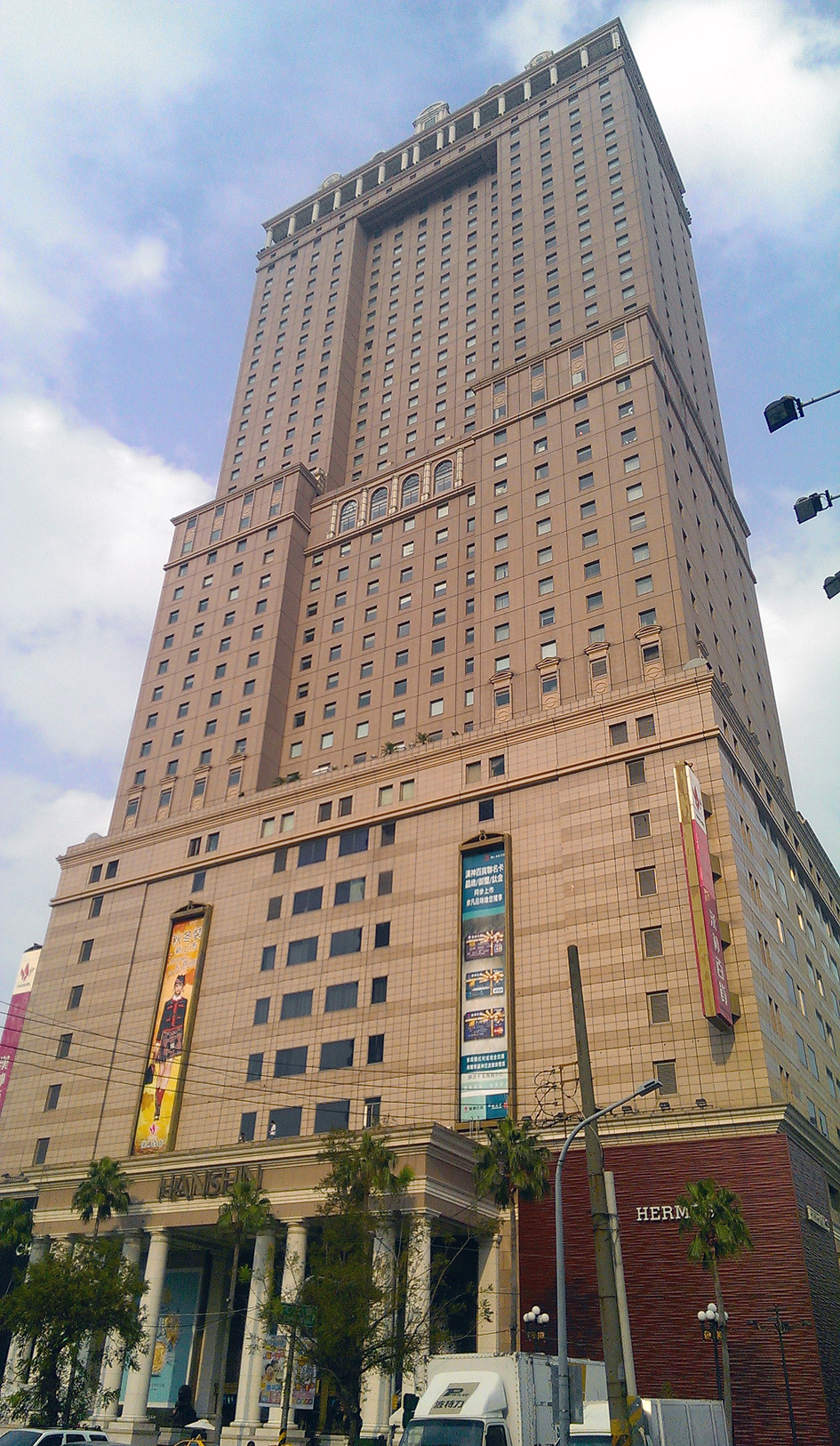
漢神百貨

## バス
| 系統                       | 事業者   | 区間                               | 備考 |
| -------------------------- | -------- | ---------------------------------- | ---- |
| 高雄市公車一心幹線（紅18） | 東南客運 | 中崙社区－実践大学（高雄城区中心） |      |

## 隣の駅
高雄捷運
■環状軽軌
旅運中心駅 C9 - 光栄碼頭駅 C10 - 真愛碼頭駅 C11